# All of a Sudden
All of a Sudden var en svensk musikgrupp som deltog i Melodifestivalen 1988 med melodin "Dansa med vindarna", som slutade på femte plats. Gruppen bestod av Fredrik Möller, Ulrika Gudmundsson och Paul Kvanta.

## Diskografi

### Singlar
| Titel                                           | Utgivningsår | Källor |
| ----------------------------------------------- | ------------ | ------ |
| "Dansa med vindarna"/"When I reach for my coat" | 1988         | [ 2 ]  |
| "Inget att förlora"                             | 1988         | [ 3 ]  |

### Fotnoter
1. ↑  ”Melodifestivalen 1988”. Sveriges Radio. 20 januari 200. https://sverigesradio.se/sida/artikel.aspx?programid=2521&artikel=778720. Läst 19 februari 2020.
2. ↑  ”Dansa med vindarna”. Svensk mediedatabas. 25 februari 1988. https://smdb.kb.se/catalog/id/001486183. Läst 19 februari 2020.
3. ↑  ”Inget att förlora”. Svensk mediedatabas. 25 februari 1988. https://smdb.kb.se/catalog/id/001486414. Läst 19 februari 2020.